# Llwynywermod
Llwynywermod (Welsh: Llwynywermwd), ook bekend als Llwynywormwood, is een landgoed in eigendom van koning Charles III in het Brecon Beacons National Park in Wales.
Het 192 hectare grote landgoed bij de dorpjes Myddfai, Llandovery en Carmarthenshire werd in maart 2007 door de toenmalige prins van Wales aangekocht. Het koetshuis van het nu geruïneerde buitenhuis van de familie Griffies-Williams werd verbouwd waarna Charles en Camilla het op juni 2008 betrokken.